# Eberhard von Gemmingen (1674–1741)
Eberhard von Gemmingen (* 7. Juli 1674; † 16. August 1741 in Kirchheim unter Teck) war Obervogt in Balingen und Grundherr in Bürg und Presteneck.

## Leben

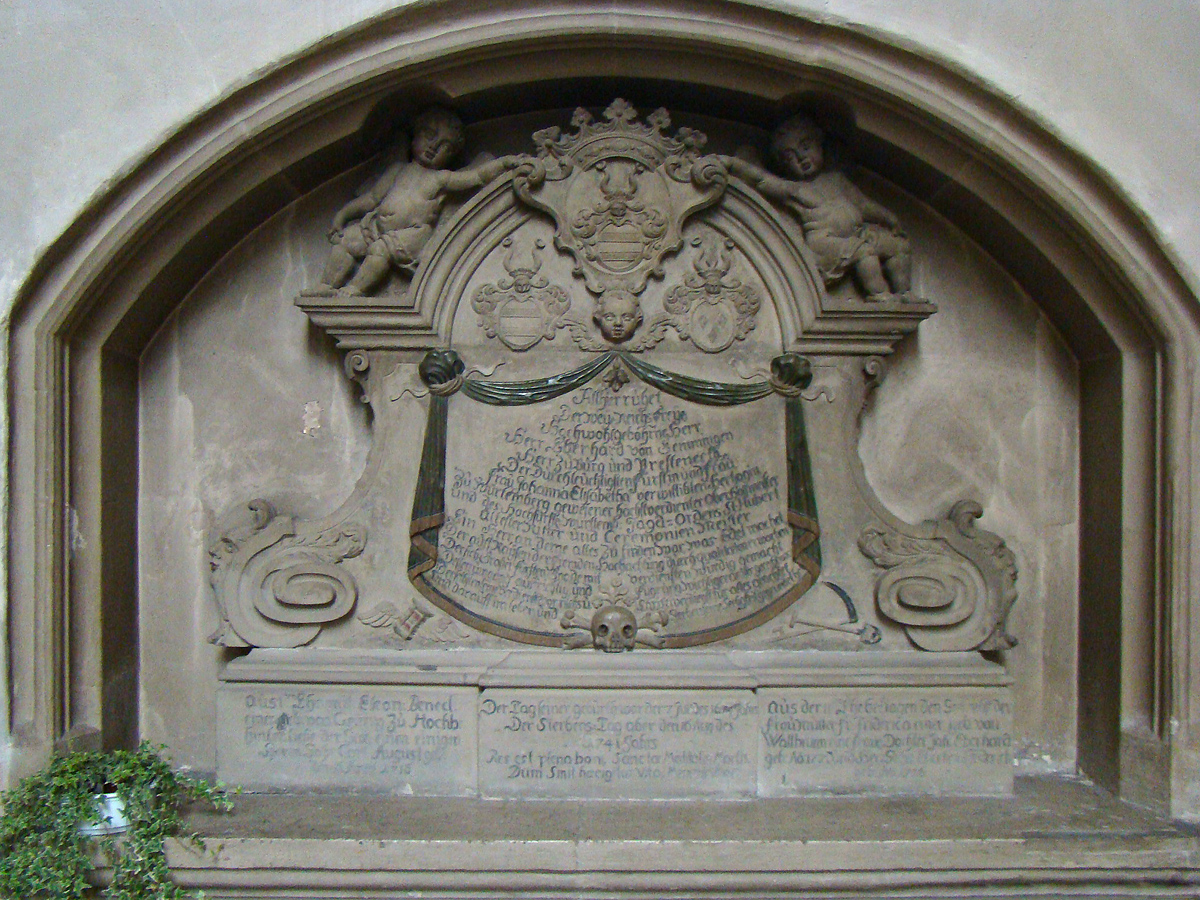
Grabmal des Eberhard von Gemmingen in der Martinskirche in Kirchheim

Eberhard Friedrich entstammte dem älteren Zweig Bürg-Presteneck der Freiherren von Gemmingen und war der Sohn des Achilles Christoph von Gemmingen (1619–1676) aus dessen dritter Ehe mit Amalie von Mentzingen. Er war Obervogt in Balingen, Ritter und Zeremonienmeister des Württembergischen Jagdordens sowie Oberhofmeister der württembergischen Herzogswitwe Johanna Elisabeth. Er erhielt bei der Gemmingenschen Erbteilung nach dem Tod seines Bruders Johann Bernhard (1656–1723) im Jahr 1724 aus dem zuvor gemeinsam verwalteten Besitz Presteneck. Er wurde in der Martinskirche in Kirchheim unter Teck beigesetzt.

## Familie
Er war ab 1712 verheiratet mit Eleonore Elisabetha von Gemmingen († 1717), einer Tochter von Uriel von Gemmingen (1644–1707). 1720 ging er eine zweite Ehe mit Friederike Katharina Justine von Wallbronn ein. 
Nachkommen:
- Karl August (1716–1785) ⚭ Auguste Maria von Mizschefall, württembergischer Kammerherr, Generalmajor und Kommandeur des herzoglichen Leibcorps
- Johanna Eberhardine (1721–1802) ⚭ Joachim Heinrich Graf von Schwerin († 1746), N. von Bähr
- Eberhard Friedrich (1726–1791), Lyriker und Komponist